# بولس الخوري
بولس الخوري (1921 - 2021) هو فيلسوف ومفكر وكاتب لبناني، من مواليد دردغيا في قضاء صور. حصل على دكتوراه دولة في الآداب من جامعة لايدن الملكية في هولندا في العام 1965، وانكب على البحث الفكري في فرنسا وكندا وألمانيا وإيطاليا، واستقر في لبنان منذ منتصف الثمانينات من القرن العشرين.

## فكره
هو كاهنٌ، ومُفكر وفيلسوف، ودكتور في الآداب وأستاذ فلسفة مارس التعليم في جامعة الكسليك، وكان لأفكاره اللاهوتيّة الأثر الكبير لدى الشباب الجامعي والمثقفين في سبعينات وثمانينات القرن العشرين في لبنان.
يشرح بولس الخوري نظريّة «الارتداد الأنثروبولوجي»، فيقول: «الارتداد الأنثروبولوجي هو إعطاء الرموز الدينية المضمون الحياتي، أو بمعنى أوسع، المضمون الأنثروبولوجي. وإننا نفهم بالأنثروبولوجي الواقع البشري المدعو إلى ملء الكمال، لكونه يشمل في ذاته على حضور معناه وحقيقته، وهذا ما تُسميه الأديان» الله«. إذا لم يكن الارتداد الأنثروبولوجي مَوقِفاً إلى جانب العلمنة ضد الدين، فذلك لأنه مُؤسَّس على تمييز ضمن الدين، فَرَضهُ تحدّي النقد: ما بين الإيمان والنظام الديني».
كتب عن العلمانية وأهميتها في صون التنوع الديني.

## مجلة آفاق
أسس الخوري مع كل من المطران غريغوار حداد والدكتور جيروم شاهين في العام 1974 مجلة آفاق. وقد عرّفها هو وجيروم شاهين في العدد الأول منها بأنها «المجلة الثقافية الجامعة، التي تُعنَى بشؤُون الفكر في جميع تشعباته وتطبيقاته، وتنطلق من الفكر الفلسفي والأدبي، الاجتماعي والديني، العلمي والاقتصادي، كوسيلة لفهم ما وصلت إليه حياة الجماعات، ولتغيير وتطوير حياة هذه الجماعات في آن معاً».
تعرض بولس الخوري والمطران غريغوار حداد لهجوم من قبل السلطات الدينية بسبب المقالات التي كتباها آنذاك في المجلة.

## مؤلفاته
عُرف بولس الخوري بإنتاجه الغزير، وقد كانت أغلب كتاباته باللغة الفرنسية وتُرجمت إلى العربية.
ومن مؤلفاته:
- دراسات فلسفيّة في سبيل أنسنة الإنسان. (ردمك 9789953491035)
- في الدين: مقاربة أنتروبولوجيّة فلسفيّة. (ردمك 9786144326220)
- في فلسفة الدين.[7]
- العالم العربي والتحوّل الاجتماعي الثقافي. (ردمك 9789953880129)
- الكلمة المتجسدة عند المسيحيين.
- ابن رشد، ابن عدي، الإمام والمسيح.
- المفاهيم عند المسيحيين - مفهوم الوحي.
- التفسير المسيحي للقرآن من القرن الثامن حتى القرن الثاني عشر.
- رسالة أهل جزيرة قبرس؛ جواب محمد بن أبي طالب الأنصاري الصوفي الدمشقي.
- التفهم والتفاهم بين المسيحيين والمسلمين في نصوص مجادلاتهم في العصر الوسيط.[8]

## وفاته
توفي بولس الخوري في الأربعاء 24 تشرين الثاني من العام 2021 بعد أن بلغ عامه المئة.